# .300 AAC Blackout

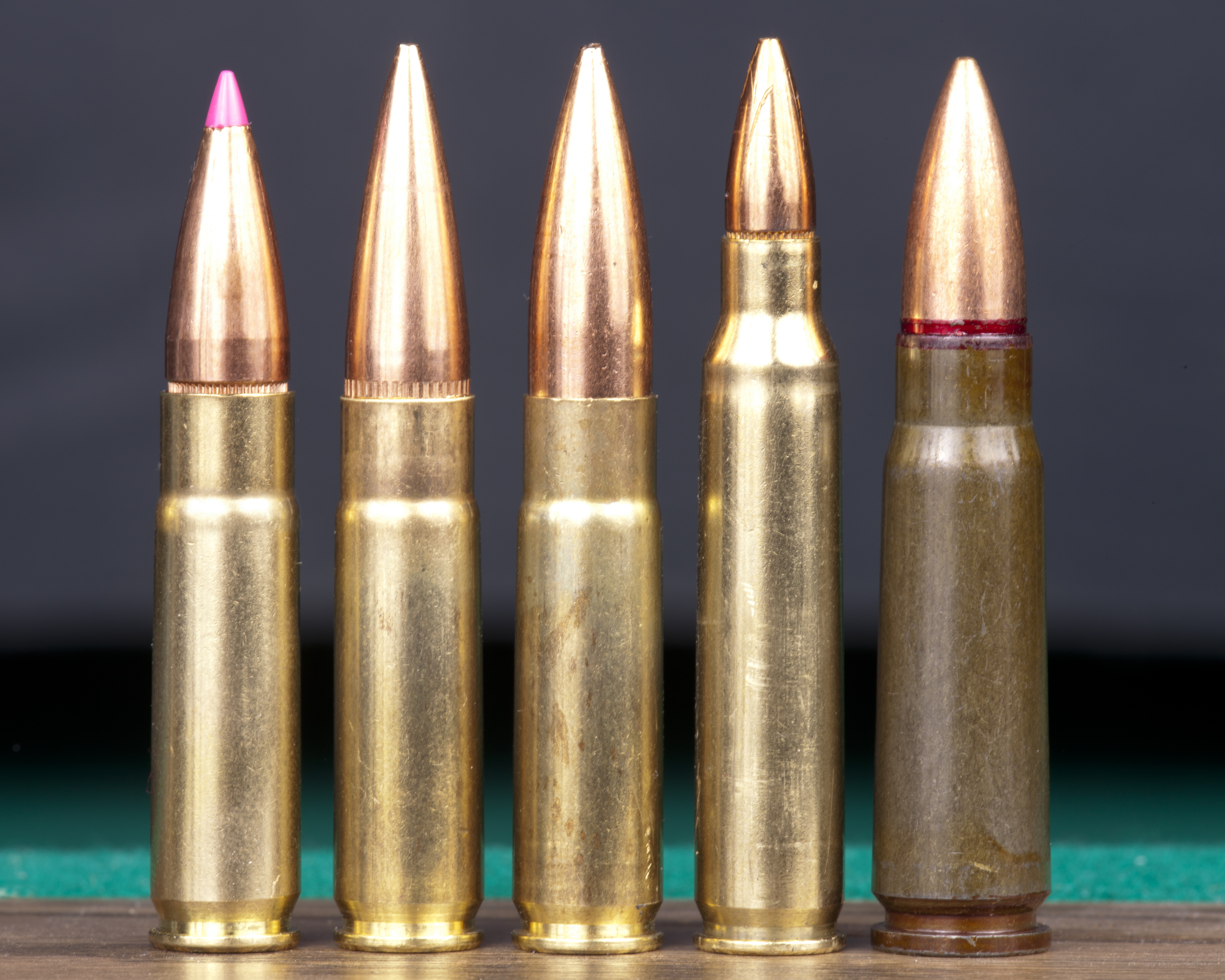
.300 AAC Blackout mit Kunststoffspitze, als 125 gr Match, als 220 gr Unterschall, dazu im Vergleich 5,56 × 45 mm NATO und 7,62 × 39 mm (von links nach rechts)

Bei der Patrone .300 AAC Blackout oder 7,62 × 35 mm handelt es sich um eine Mittelpatrone. Sie ist auch als 300 BLK und 300 AAC Blackout bekannt. Sie wurde von der US-amerikanischen Advanced Armament Corporation (AAC) zur Verwendung im M4-Sturmgewehr entwickelt. Im Vergleich zur 5,56 × 45 mm NATO weist sie eine höhere Leistung in kürzeren Läufen und eine effektive Unterschallleistung für den Einsatz von Schalldämpfern auf. Vom Kaliber 5,56 × 45 mm NATO nutzt sie die STANAG-Magazine und andere Komponenten außer den Läufen.

## Hintergrund und Entwicklung
Beim Einsatz von Spezialeinheiten und für die Polizei mit kurzen bis mittleren Reichweiten für eine Langwaffe ist häufig eine Patrone erforderlich, die eine bessere Leistung als die Hochenergiepatronen 5,56 × 45 mm NATO mit Standardgeschwindigkeit und höhere Unterschallleistung als die Standardpatrone 9 × 19 mm besitzt.
Die 7,62 × 35 mm wurde für das AR-15-System – wie M16 und M4 – entwickelt um eine vergleichbare Energie wie die sowjet-russische 7,62 × 39 mm (verwendet in der Ak-47) zu erreichen und gleichzeitig Standard-AR-Magazine mit voller Kapazität zu verwenden. Der Konus der 7,62 × 39 mm verursachte erhöhten Verschleiß am Verschluss und verhinderte eine zuverlässige Zuführung in STANAG-Magazinen.
Im Vergleich zum 5,56 × 45-mm-Geschoss M855 hat die .300 BLK auf einer größeren Entfernung eine höhere Geschossenergie, obwohl sie eine geringere Geschwindigkeit aufweist.
Die Unternehmen Advanced Armament Corporation (AAC) unter der Federführung von Kevin Brittingham und Remington Defense begannen 2009 diese Patrone zu entwickeln. Die .300 AAC Blackout wurde am 17. Januar 2011 von der SAAMI zugelassen. Damit war ein Kaliber verfügbar, das im Unterschall- aber auch im Überschallbereich eine hohe Effizienz aufweist.

## Waffen im Kaliber .300 AAC Blackout (7,62 × 35mm)
- Heckler & Koch HK437
- FN SCAR
- Steyr AUG
- Haenel SL-Büchse CR300 M-LOK
- SIG Sauer Sig MCX